# Schloss Dahlen

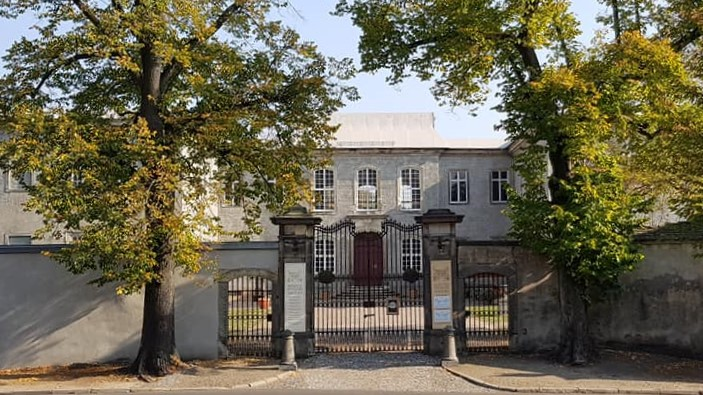
Schloss Dahlen – Eingang von der Schloßstraße/Lindenallee (2018)

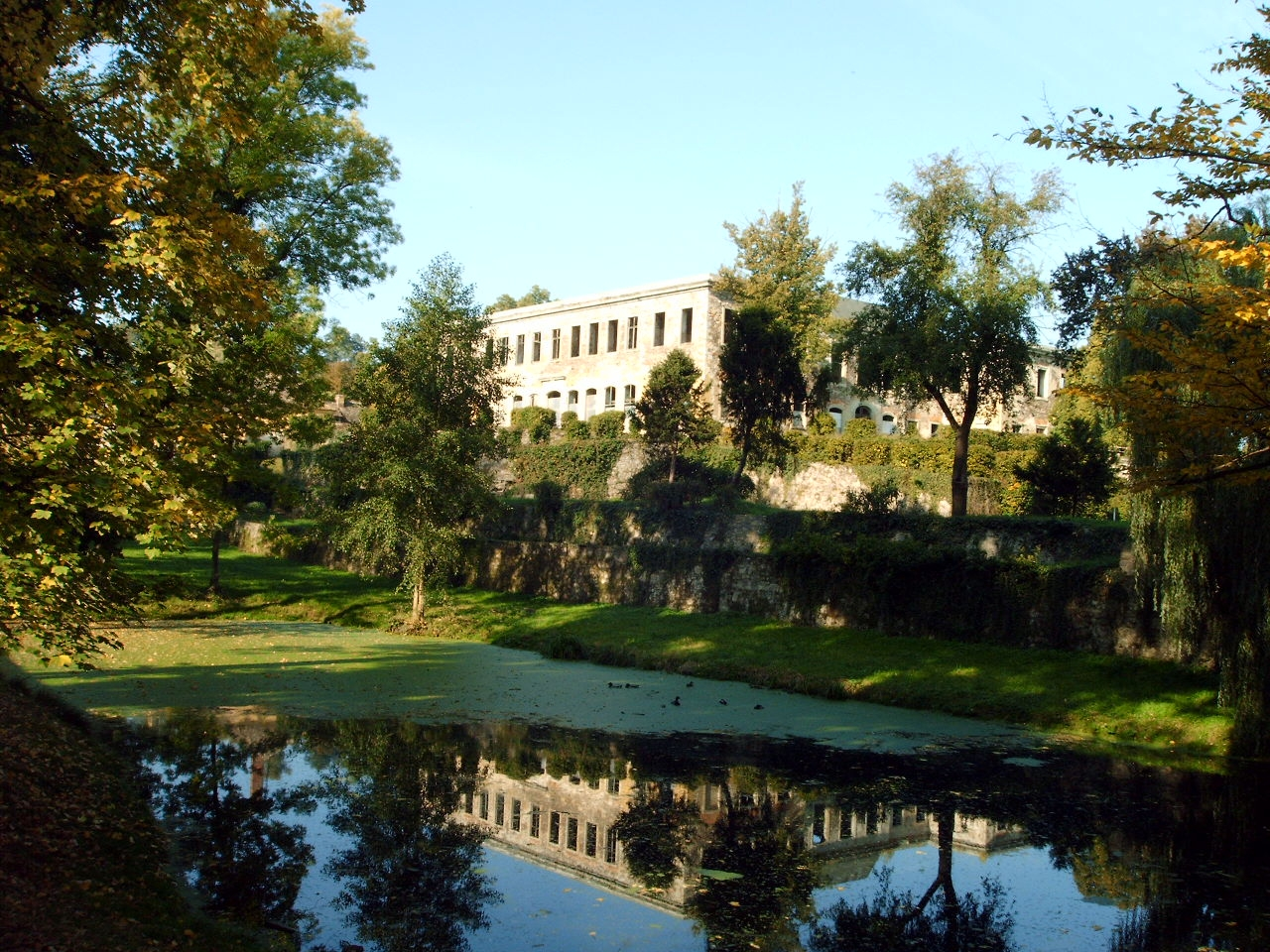
Ansicht vom Stadtpark aus (2008)

Das Schloss Dahlen ist eine spätbarocke Schlossanlage in Dahlen im Freistaat Sachsen. Es wurde am 21. Februar 1763 Schauplatz der Geschichte, als dort Preußens König Friedrich II. der Große die Schlussakte des Friedensabkommens zum Siebenjährigen Krieg unterzeichnete.
Der Bau geht maßgeblich zurück auf Heinrich Graf von Bünau zur Mitte des 18. Jahrhunderts. Bei einem Brand im Jahr 1973 wurde das Schloss zerstört und verfiel als Ruine. Der Schloss- und Parkverein Dahlen e.V arbeitet seit 2009 für den Erhalt und Wiederaufbau des Schlosses. Mittlerweile ist das Schloss Dahlen mit seinen Veranstaltungen wieder ein attraktiver Anziehungspunkt für Besucher von Nah und Fern.

## Geschichte
Seit Beginn des 13. Jahrhunderts existierte in Dahlen ein Edelhof, curia genannt, der von Ministerialen des Bischofs von Naumburg bewirtschaftet wurde. Aus dem Hof ging bald ein Rittergut hervor, deren Besitzer als Bewacher des Marktes und der Straße nach Torgau sowie als Gerichtsherren der Stadt fungierten. Im 14. Jahrhundert wechselte die Oberlehnsherrschaft über Dahlen vom Naumburger Bistum an die Böhmische Krone und von dieser in der Mitte des 15. Jahrhunderts an die Wettiner, die Dahlen 1484 an die Familie von Schleinitz weiter verliehen.
1618 verkaufte Heinrich von Schleinitz Dahlen für 44.200 böhmische Gulden an seinen Schwager, den Reichspfennigmeister und Geheimen Rat Christoph von Loß d. J., der es schon 1619 an den Kurfürsten Johann Georg I. von Sachsen eintauschte. Der Kurfürst verkaufte das vom Dreißigjährigen Krieg gezeichnete Dahlen an seinen geheimen Kammerrat David von Döring. Dessen Enkelin, Auguste Helene von Döring, heiratete 1721 den Reichshofrat Heinrich von Bünau, der fünf Jahre später selbst die Verwaltung über das Rittergut übernahm.
Zwischen den Jahren 1744 und 1751 ließ Heinrich von Bünau das Schlossgebäude einschließlich eines Ehrenhofes und Orangerie im Stil des Dresdner Barock errichten. Gebaut wurde mit Sandstein, der aus dem Elbsandsteingebirge bezogen wurde. Der Grundriss des Gebäudes entsprach einem lateinischen H, was vermutlich auf den Vornamen des Erbauers hinweisen sollte. Das Schloss besaß zwei Etagen und ein Mansardengeschoss. Verantwortlich für die im Wiener Barock und Klassizismus gestalteten Deckenmalereien des Kaisersaals, des großen Festsaals, der Eingangshalle und des Treppenhauses war Adam Friedrich Oeser. Eine umfangreiche Bibliothek des Schlosses wurde von Johann Joachim Winckelmann angelegt. Hinter dem Schloss führte eine zweiläufige Rampe in den im englischen Stil gestalteten Schlosspark, dem heutigen Stadtpark Dahlens.

Historische Ansichten um 1900
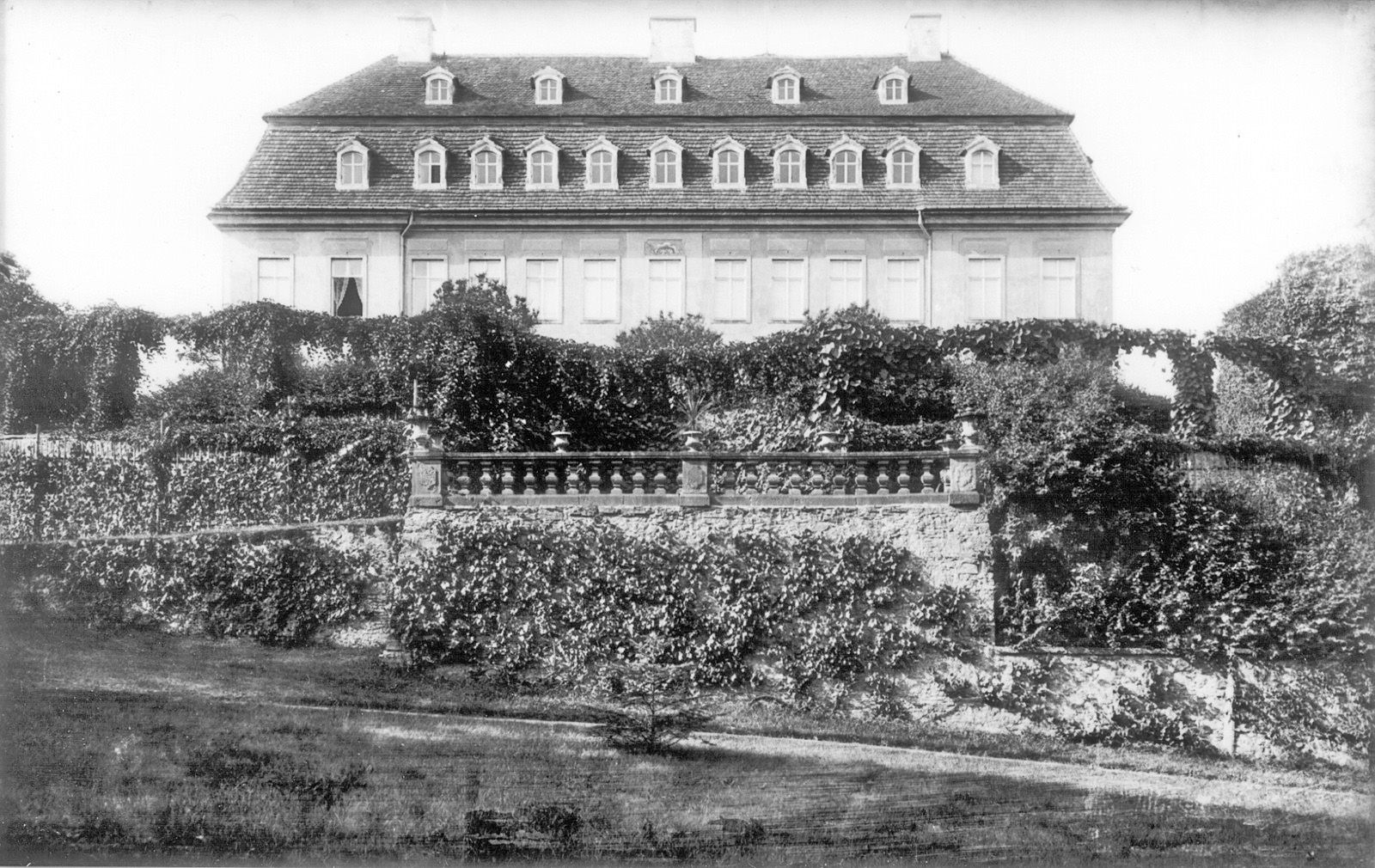
Gartenfront des Schlosses
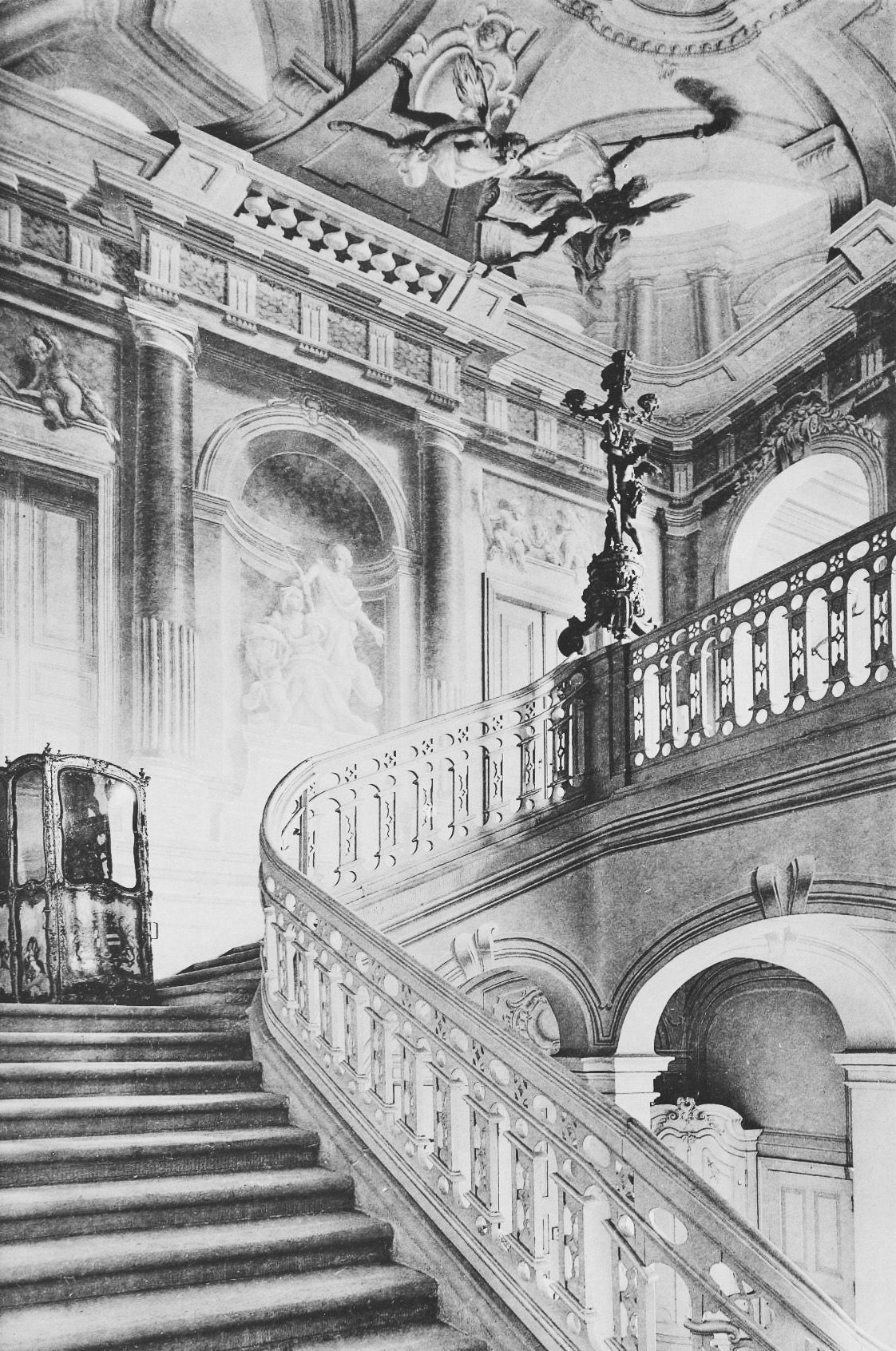
Treppenhaus
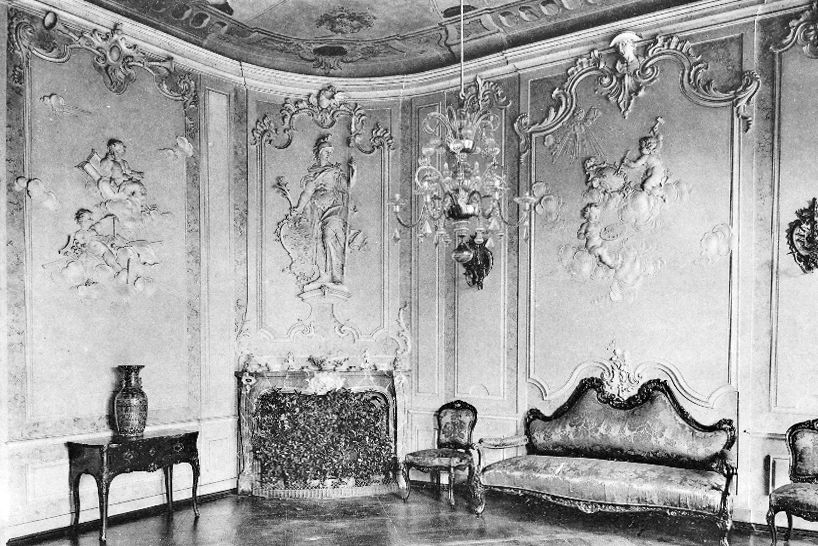
Weißer Saal
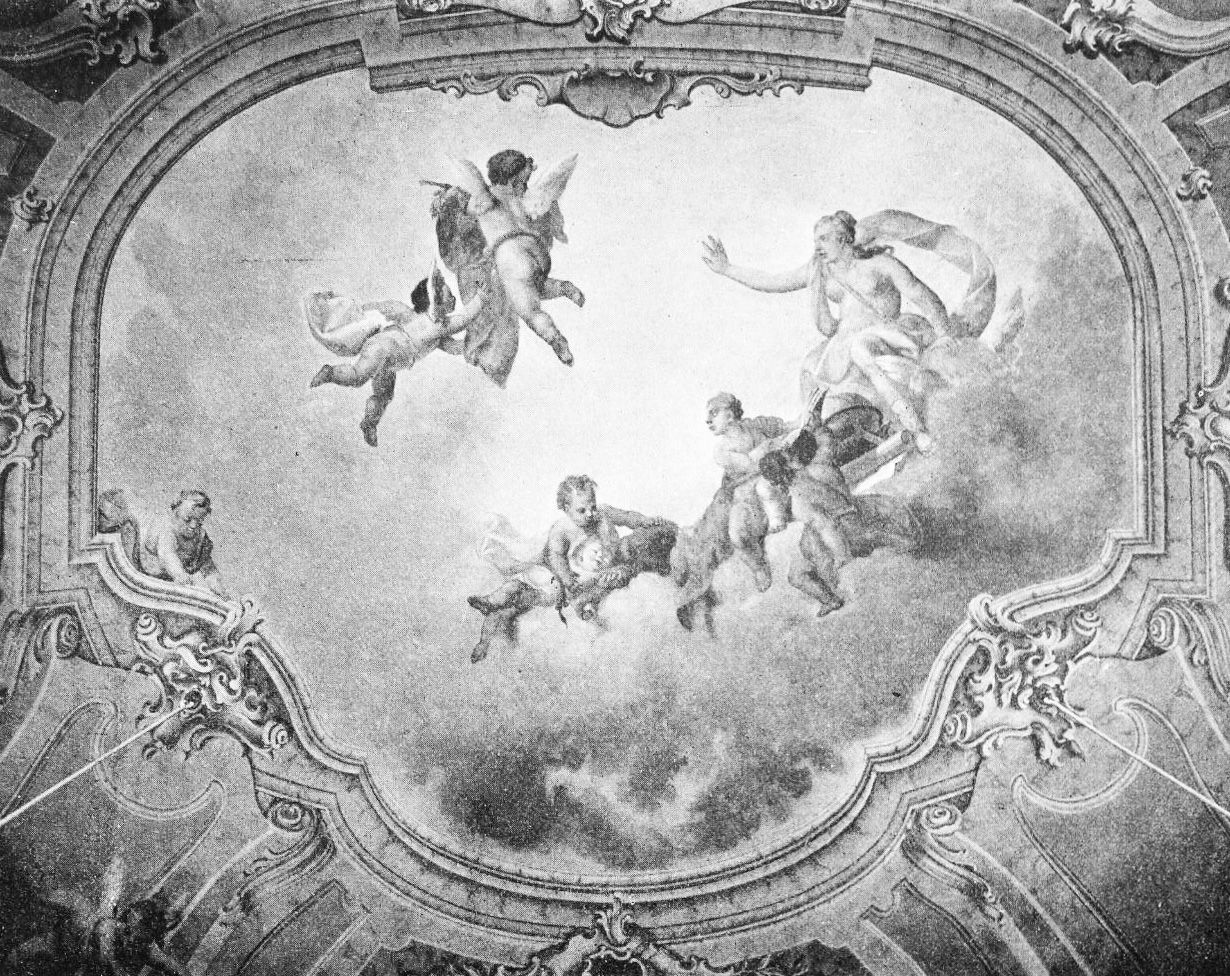
Deckengemälde im Weißen Saal
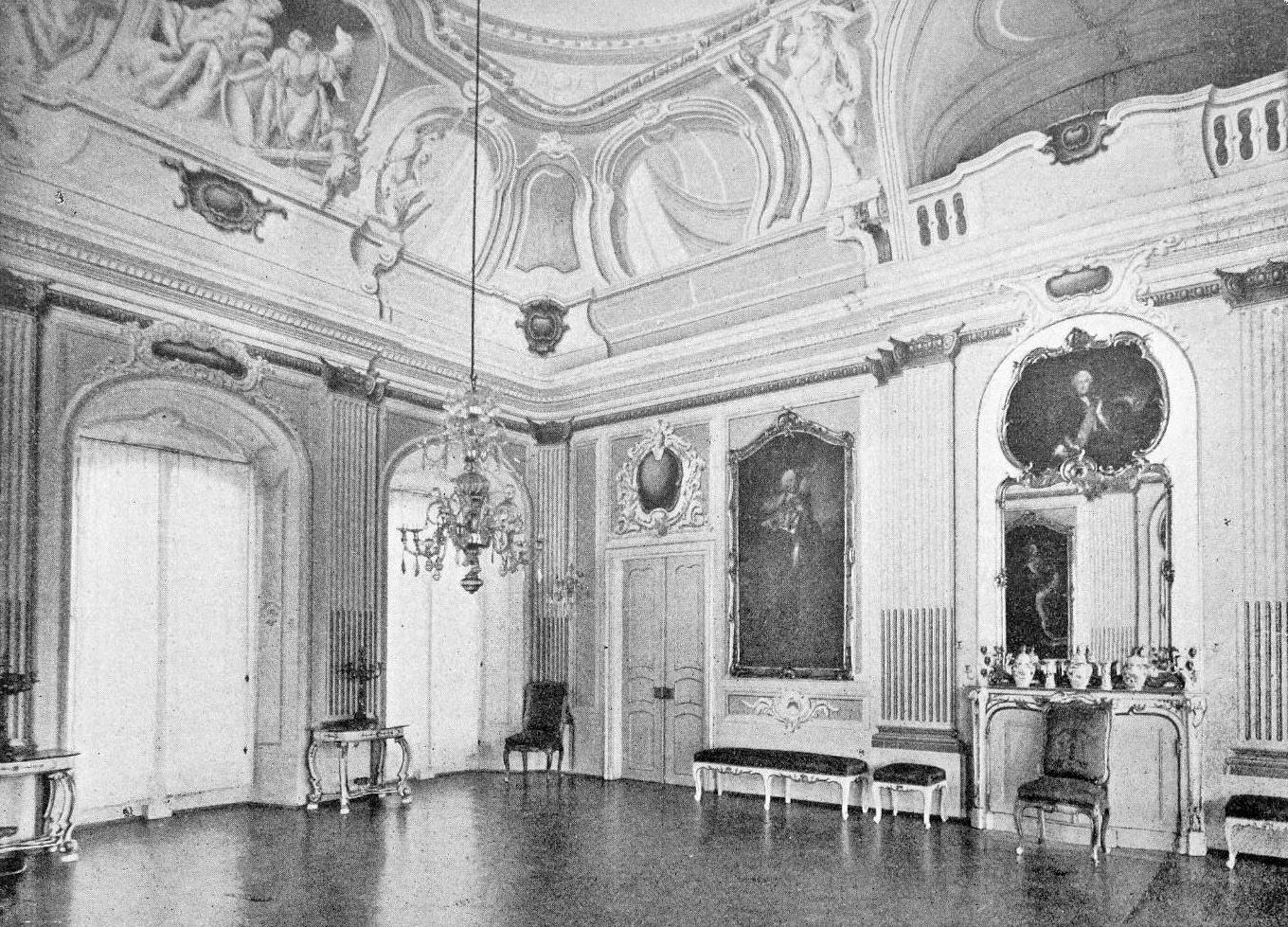
Kaisersaal

Historische Bedeutung erlangte das Schloss Dahlen mit dem preußischen König Friedrich II. den Großen, der dort 1763 anlässlich der Friedensverhandlungen im nahen Schloss Hubertusburg bei Wermsdorf, die den Siebenjährigen Krieg beendeten, residierte. Der „alte Fritz“ unterzeichnete dort die Schlussakte des Friedensabkommens am 21. Februar 1763 und soll die Annehmlichkeiten des Schlosses als „Wirklich ganz kapabel, fast schon exquisit!“ befunden haben. Schlossverwalter Reubig äußerte sich über die Bewirtung des Königs in einem Schreiben vom 14. März 1763 an die in Dresden residierende Gräfin von Bünau nicht ganz so positiv:
„Das über drey Wochen vom 19. Februar an sich hier aufgehalten Ihro Majestät der König von Preußen und uns viel Unruhe gemachet, so sind wir selben, mit dero ganzen Suite, endlich gestern Früh um 8 Uhr, Gott sey davor gedanket, doch los geworden und nach Torgau gereißet, haben ein ziemliches Andenken hinter sich gelassen, die Zimmer und Möbel sehr unscheinbar gemachet und beinahe gar ruiniert.“
1852 ging das Schloss an die Familie Sahrer von Sahr über, die hier bis zu ihrer Enteignung durch die sowjetische Besatzungsmacht 1945 lebte. Die Besitzer Karl Sahrer von Sahr und Leo Sahrer von Sahr gehörten der I. Kammer des Sächsischen Landtags an. Karl Detlev Siegfried Sahrer von Sahr auf Dahlen adoptierte 1939 seinen Neffen Hanns Heinrich Graf von Schönberg, der den Namen Sahrer von Sahr von Schönberg annahm.
Bereits während des Zweiten Weltkrieges wurden Kunstgegenstände und Inventar aus dem Schloss entfernt. Nach der entschädigungslosen Enteignung Schönbergs in der Bodenreform im Herbst 1945 ließ die Sowjetische Militäradministration in einer Schlossbergungsaktion sämtliche Kunstgegenstände in die Gemäldegalerie Alte Meister überführen. Darunter befanden sich Werke italienischer Meister vom 16. bis 18. Jahrhundert, wie Dresdner Stadtansichten von Canaletto, eine Kupferstichsammlung, sowie die Ahnengalerie der ehemaligen Schlossbesitzer.

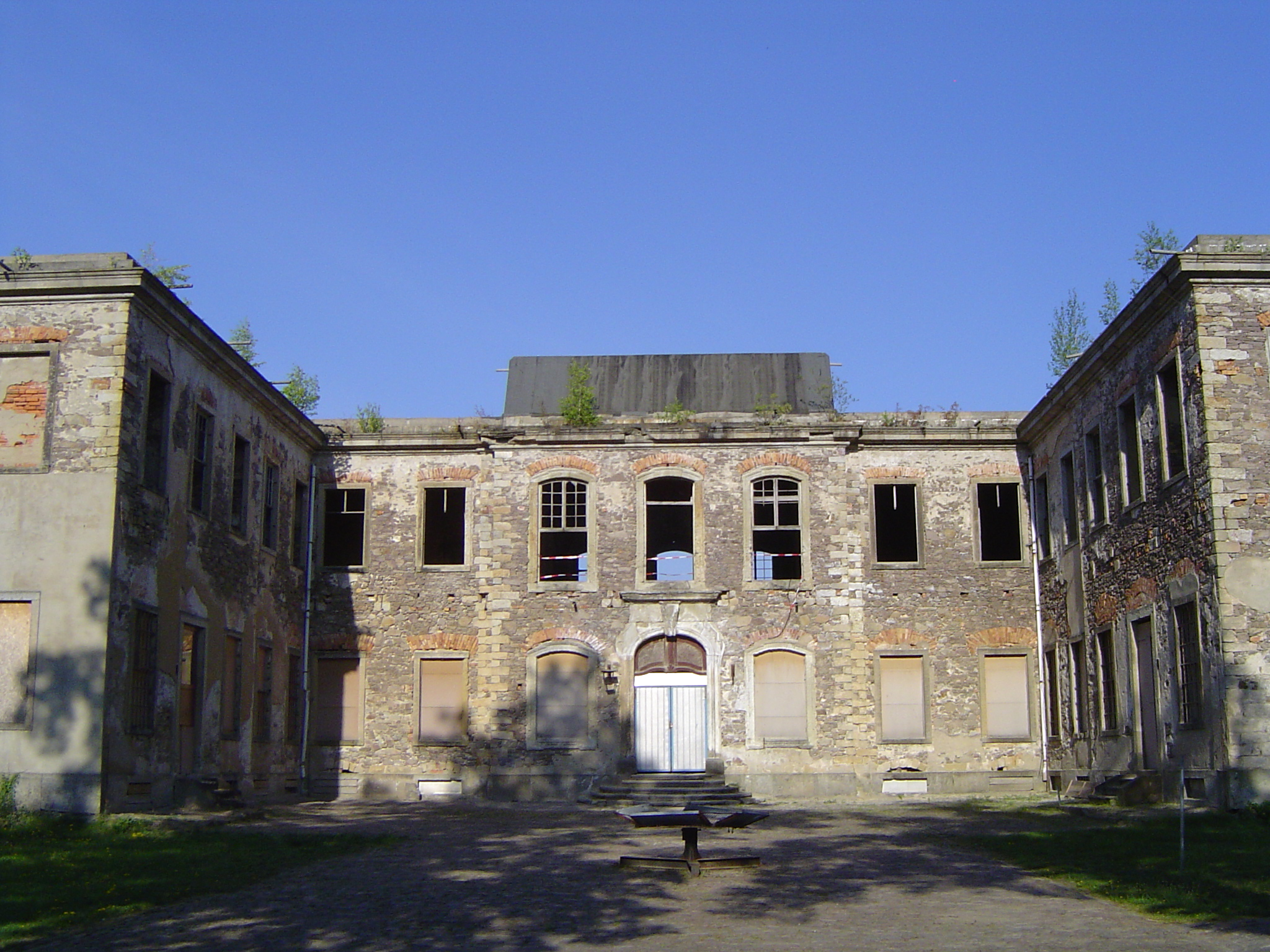
Die Schlossruine im Jahr 2009

Bis zum Jahr 1954 war eine Polizeischule im Schlossgebäude untergebracht, danach wurde eine Ingenieurschule für Fleischwirtschaft, die dem Landwirtschaftsministerium der DDR unterstellt war, eingerichtet. Schüler verschiedener Nationalitäten, besonders aus Vietnam, wurden hier beherbergt und unterrichtet.
Seit Beginn der 1970er Jahre wurden am Schloss umfangreiche Renovierungs- und Restaurierungsarbeiten vorgenommen. Dabei brach in der Nacht des 20. März 1973 ein Brand aus, ausgelöst durch einen unsachgemäßen Anschluss eines Kanonenofens. Neben der Dahlener Freiwilligen Feuerwehr beteiligten sich die aller umliegenden Ortschaften an der Brandbekämpfung. Der Einsatz wurde allerdings durch die Intervention der Leitung des Bezirks Leipzig behindert, die schließlich die Löscharbeiten übernahm. Der Brand vernichtete nahezu den kompletten Mittelbau des Schlosses, der Dachstuhl brach bis in das Erdgeschoss durch. Für die Zerstörung der weitgehend unbeschadet gebliebenen Seitenflügel zeichnete allerdings die Bezirksverwaltung verantwortlich, die bis in den April 1973 mit einer Abrissbirne die noch vorhandenen Dachstühle und Etagen der Flügel abreißen ließ. Das Gleiche geschah mit einem Flügel der, nördlich dem Schloss anliegenden, Wirtschaftsgebäude. Die Versicherungssumme des Schlosses wurde von dem Landwirtschaftsministerium anderweitig verwendet.

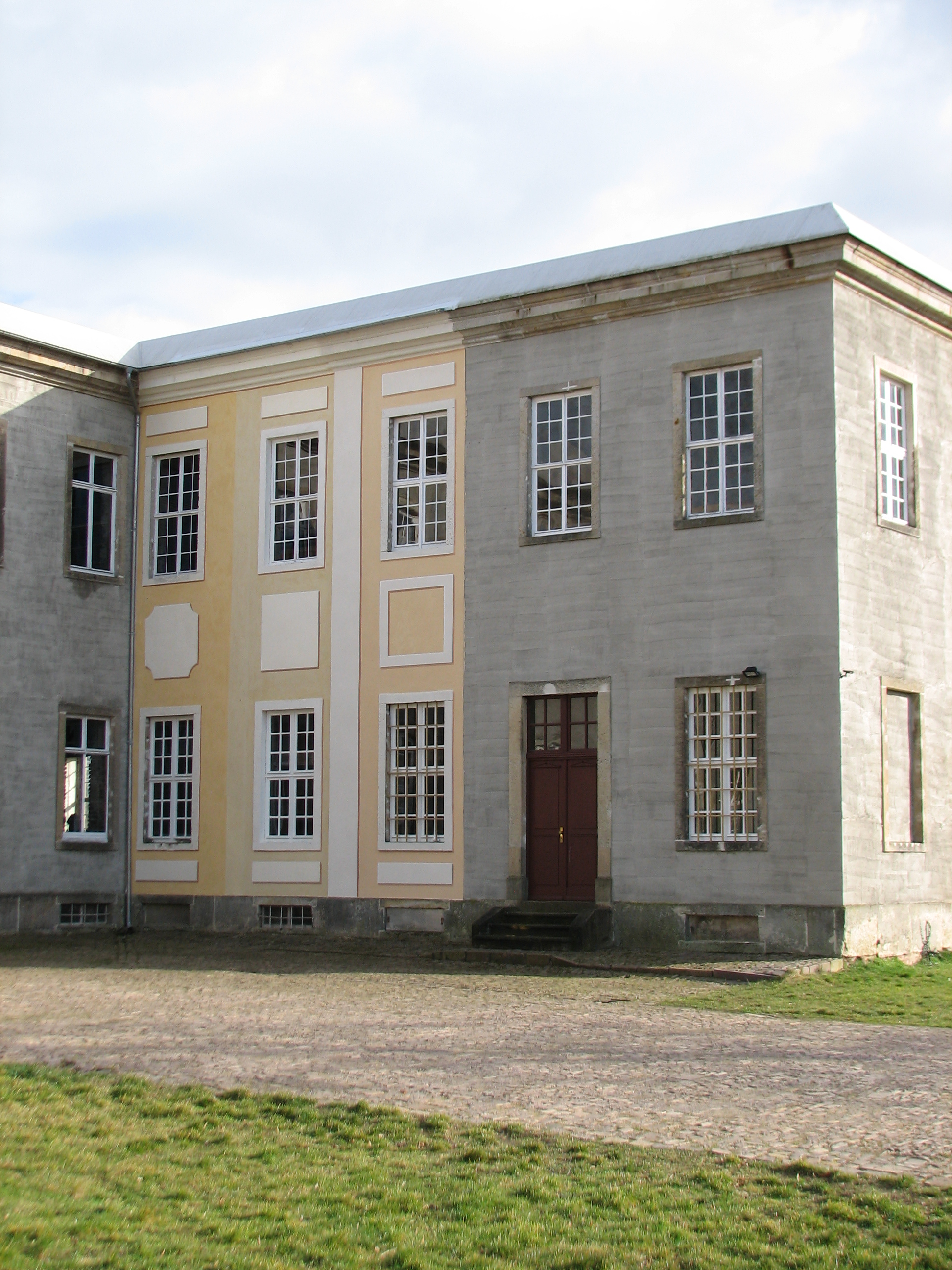
Fassadenproben am roh verputzten Bauwerk (2020)

Seither sind lediglich die Grundmauern des Baus als Ruine zu sehen. Nach der Wiedervereinigung führte die Stadt Dahlen mehrere Sicherungsarbeiten an der Ruine durch. 2001 gewannen Studenten der Technischen Universität Dresden zur 1. Messeakademie, dem Architekturwettbewerb auf der denkmal 2000 in Leipzig, den ersten Preis mit ihrem Konzept, das Dahlener Schloss als Hauptgebäude eines botanischen Forschungszentrums wiederaufzubauen. Überlegungen zu einem Wiederaufbau des Schlosses scheiterten seither jedoch an der Finanzierung.
Am 3. Januar 2009 gründete sich der „Schloss- und Parkverein Dahlen e. V“, mit der Absicht die noch vorhandene Bausubstanz wie auch den Stadtpark durch Pflege zu bewahren. Durch Veranstaltungen versucht der Verein die allgemeine Aufmerksamkeit für das Schloss aufrechtzuerhalten. Der Verein hatte bis zum August 2011 den Bau soweit sichern können, dass er Besuchern vollständig zugänglich ist. Nach dem Dach soll bis 2013 das Friedenszimmer instand gesetzt werden. Die Kosten der vollständigen Instandsetzung werden auf zirka 18 Millionen Euro geschätzt.
Im September 2017 wurde im Rahmen des Workcamp Parquet 2017 im Spiegel- sowie im Kaisersaal hochwertiges Parkett nach historischem Vorbild verlegt. Parkettleger aus ganz Europa beteiligten sich unentgeltlich an dieser Aktion.
2019 wurden drei Fensterachsen der Innenseite des rechten Schlossflügels des bislang roh verputzten Bauwerks mit drei verschiedenen Fassadenproben in Gelb-Weiß versehen. Damit sollen deren Wirkung ausprobiert und den Besuchern eine Ahnung der einstigen und möglicherweise einmal wiederkehrenden Pracht des Schlosses vermittelt werden.